# 狩野明男
狩野 明男（かのう あきお、1934年〈昭和9年〉10月2日 - 1992年〈平成4年〉2月26日）は、日本の政治家。衆議院議員（2期）、参議院議員（1期）。選挙に立候補するときは「かのう 明男」という表記だった。

## 経歴
1934年（昭和9年）10月3日、神奈川県三浦郡葉山町生まれ。茨城県新治郡志士庫村（後の出島村、霞ヶ浦町を経て現在のかすみがうら市）出身。
1941年（昭和16年）4月、志士庫村立宍倉国民学校入学。小学2年生のときに父がニューギニアの戦いで戦死し、母も6年生のとき死去、狩野他3人の兄弟は親戚で別々に育てられる。1947年（昭和22年）4月、荏原中学校入学。1950年（昭和25年）4月、茨城県立土浦第一高等学校入学。1953年（昭和28年）4月、慶應義塾大学法学部入学。
1958年（昭和33年）3月、慶應義塾大学卒業。それからは茨城に戻って農業に携わった後、酒造会社や自動車販売会社の経営に関わる。
1972年（昭和47年）7月、水戸市長選挙落選。
1976年（昭和51年）12月、第34回衆議院議員総選挙に旧茨城1区から立候補し落選。1979年（昭和54年）10月、第35回衆議院議員総選挙に旧茨城1区から立候補し当選。1980年（昭和55年）6月、第36回衆議院議員総選挙当選。1983年（昭和58年）12月、第37回衆議院議員総選挙落選。衆議院時代は文教委員会に所属して教科書無料制度存続に尽力、国際社会の一員として開かれた教育にと外国人教員法成立のため提案理由の説明や答弁に積極的に引き受け、成立に至った。1981年（昭和56年）、請われて水城高等学校理事長にも就任した。
1986年（昭和61年）7月、第14回参議院議員通常選挙に茨城県選挙区から立候補し落選。1989年（平成元年）7月、第15回参議院議員通常選挙茨城県選挙区から立候補し当選。1990年（平成2年）2月、法務政務次官（第2次海部内閣）就任。参議院時代は各委員会で中小企業対策や通勤対策に問題をよく取り上げ、法務政務次官としては商法一部改正や借地借家法改正の実現に携わった。
父が戦死していることから遺族会活動に積極的で慰霊団団長として国内外の戦跡訪れた。福祉問題にも関心を寄せ、国会議員として初めて点字を用いた名刺を作成、招待された結婚式の謝礼を新郎新婦の名前で密かに福祉施設へ寄付をしたこともあった。
自民党では国民運動副本部長、文教副部会長、交通副部会長の役職を務めた。
スポーツを愛好し、合気道五段。毎朝、6キロのジョギングも行い、衆議院時代には青梅マラソンに参加した。
1992年（平成4年）2月26日、心不全のため東京都港区の虎の門病院で死去した。57歳没。同年3月3日、特旨を以て位記を追賜され、死没日付をもって正五位勲三等に叙され、旭日中綬章を追贈された。哀悼演説は同月11日、参議院本会議で峯山昭範により行われた。
狩野明男の死去に伴う欠員補充の補欠選挙は同年4月12日に執行され、後継として立候補した妻の狩野安が当選を果たした。

## 家族
- 妻は狩野安（元参議院議員）。
- 長男は狩野岳也（元茨城県議会議員）。
- 祖父は志士庫村村長の狩野義胤で、母方の祖父は栃木県選出の貴族院議員矢口長右衛門。

## 著書
- 「新しい政治を求めて」シリーズ
  - 米大統領選挙視察
  - 燃える中国・鄧小平の復活
  - 明けゆく国々 1982年 プランナーズ・ユニオン出版局
- 早春賦 狩野明男遺稿集 1994年 狩野安事務所